# Félicien Bosmans
Félicien Bosmans (Sint-Pieters-Leeuw, 25 april 1929 - Halle, 10 februari 2008) was een Belgisch politicus voor de CVP. Hij was burgemeester van Sint-Pieters-Leeuw en volksvertegenwoordiger.

## Biografie
In zijn jonge jaren was Bosmans actief als loper op de 800 meter en 1500 meter. Hij was aangesloten bij Olympic Essenbeek Halle en behaalde enkele medailles op de Belgische kampioenschappen, zoals op de 800 m een zilveren in 1951 en een bronzen in 1952. Eind 1952 stopte hij met atletiek. Beroepshalve werd hij ambtenaar-generaal.
Bosmans debuteerde in de gemeentepolitiek van Sint-Pieters-Leeuw met de gemeentelijke verkiezingen van 1970. Hij werd verkozen en werd in 1971 schepen onder burgemeester Jean Dekempeneer. In de nationale politiek was hij in die periode adjunct-kabinetschef bij ministers Jos Chabert en Jean-Luc Dehaene. Hij bleef schepen tot 1994, en volgde in 1995 Jean Dekempeneer op als burgemeester. Hij bleef tot 2000 burgemeester.
Onder Bosmans werd het Colomakasteel gerestaureerd en als cultureel centrum ingericht. Hij was erevoorzitter van de Koninklijke Schuttersgilde Sint-Sebastiaan Sint-Pieters-Leeuw.
Van 1985 tot 1991 zetelde hij in de Kamer van volksvertegenwoordigers voor het arrondissement Brussel. In de periode december 1985-november 1991 had hij als gevolg van het toen bestaande dubbelmandaat ook zitting in de Vlaamse Raad. De Vlaamse Raad was vanaf 21 oktober 1980 de opvolger van de Cultuurraad voor de Nederlandse Cultuurgemeenschap, die op 7 december 1971 werd geïnstalleerd, en was de voorloper van het huidige Vlaams Parlement.